# Arbis
Arbis è una frazione del comune di Porte-de-Benauge, nel dipartimento della Gironda nella regione della Nuova Aquitania. In precedenza comune autonomo, il 1º gennaio 2019 è confluito insieme all'ex comune di Cantois nel nuovo comune di Porte-de-Benauge; il 1° gennaio 2025 è confluito anche l'ex comune di Saint-Genis-du-Bois.

## Società

### Evoluzione demografica
Abitanti censiti